# Mirella Minne
Mirella Minne (Dampremy, 27 augustus 1945) is een voormalig Belgisch politica van Ecolo en volksvertegenwoordigster.

## Levensloop
Minne is van opleiding gegradueerde in het secretariaat en werd beroepshalve directiesecretaresse van het onderzoekscentrum van de petrochemische groep Total in Feluy.
Ze werd politiek actief voor Ecolo. Van 1995 tot 1999 was ze voor de partij OCMW-raadslid van Ham-sur-Heure.
Van 1999 tot 2003 zetelde Minne in de Kamer van volksvertegenwoordigers voor de kieskring Charleroi-Thuin, waar ze zich voornamelijk bezighield met Landsverdediging en Buitenlandse Betrekkingen. Ze was tussen 1999 en 2001 tevens secretaris van de Kamer. Bij de verkiezingen van 2003 was ze geen kandidaat meer om herkozen te worden.